# 十二角星
十二角星，又稱十二芒星，是指由十二頂點組成的星形多邊形，或存在邊自我相交的十二邊形。

## 幾何學
在幾何學中，十二角星是邊自我相交的十二邊形。
正十二角星有四種，其施萊夫利符號計為{12/2}、{12/3}、{12/4}、{12/5}，與所述第二數字差別在繪製十二角星時頂點間隔數，若計為{12/1}則為正十二邊形，一般會省略後半只計{12}，此外，若计为{12/2}则为两个正六边形的复合形状，并且两个六边形相差30度角，若计为{12/3}则为三个正方形的复合形状，并且相邻两个正方形相差30度角，若计为{12/4}则为四个正三角形的复合形状，并且相邻两个三角形相差30度角，若计为{12/6}则为六个退化多边形正二边形的复合形状，并且相邻两个正二边形之间也是相差30度角。

## 底面为正十二角星的棱柱、反棱柱
| 正十二角星{12/5} | 十二角星柱 | 十二角星反棱柱 | 十二角星交叉反棱柱 |

## 外部連結
- 埃里克·韦斯坦因. . MathWorld.
- Approximate construction method